# Molinges
Molinges is een plaats en voormalige gemeente in het Franse departement Jura in de regio Bourgogne-Franche-Comté en telt 675 inwoners (2004). De plaats maakt deel uit van het arrondissement Saint-Claude.

## Geschiedenis
Molinges is op 1 januari 2019 gefuseerd met de gemeente Chassal tot de gemeente Chassal-Molinges. 

## Geografie
De oppervlakte van Molinges bedraagt 2,6 km², de bevolkingsdichtheid is 259,6 inwoners per km².
De onderstaande kaart toont de ligging van Molinges met de belangrijkste infrastructuur en aangrenzende gemeenten.

## Verkeer en vervoer
Bij de plaats ligt het spoorwegstation Molinges.

## Demografie
Onderstaande figuur toont het verloop van het inwonertal.